# Gohei

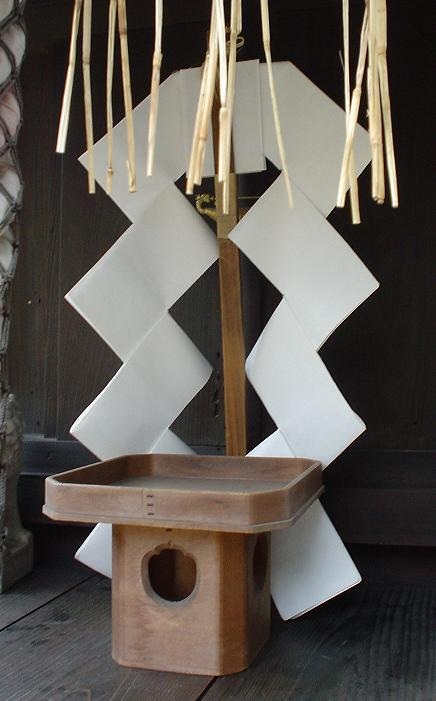
Gohei im Hata-Schrein in Uji.

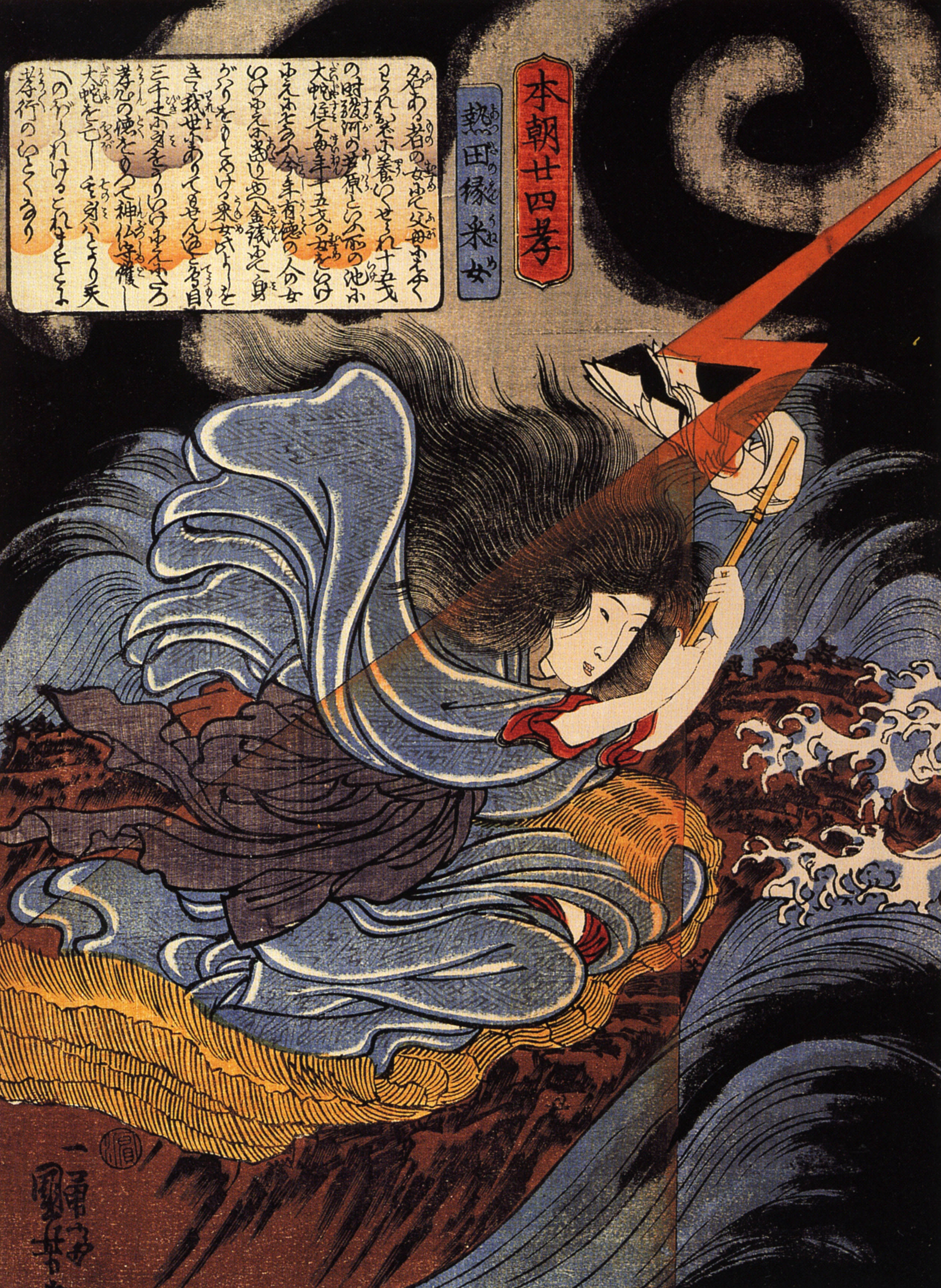
Ein Mädchen vertreibt eine Jungfrauen fressende Riesenschlange mit einem Gohei. Farbholzschnitt von Kuniyoshi, um 1842.

Gohei (japanisch 御幣, auch Onbei oder Onbe gelesen) oder Heisoku (幣束) sind hölzerne Stäbe, an denen Papierstreifen befestigt sind. In diversen Ritualen des Shintō, einer japanischen Religion, finden sie Anwendung (insbesondere zur Reinigung, harai) und machen dort einen Typ der heihaku (幣帛) aus. Weitere Bezeichnungen sind Nusa (幣, das heißt 御幣 ohne Honorativpräfix und in Kun-Lesung) und Mitegura, die jedoch auch heihaku generell bezeichnen können.
Die Stäbe selbst (gewöhnlich aus Bambus) heißen heigushi (幣串), die Papierstreifen in Zickzackform (垂, shide) sind daran angebracht und meist weiß. Diese sind historisch entstanden als Symbole für Kleidung, die ursprünglich als Opfer für die Kami an den heigushi befestigt wurden.